# شیرین علیزاده
شیرین علیزاده خوانساری (۲۵ مرداد ۱۳۶۵ – ۳۱ شهریور ۱۴۰۱)، از جانباختگان خیزش ۱۴۰۱ ایران ایران بود که در روز ۳۱ شهریور ۱۴۰۱ در حال سفر در استان مازندران و در نزدیکی متل قو به ضرب گلوله کشته شد. در لحظه برخورد گلوله، شیرین علیزاده در خودرویی در مسیر تنکابن به چالوس در حرکت بود. در دقایقی پیش از برخورد گلوله، او مشغول فیلم‌برداری از درگیری معترضان با نیروهای مستقر در پایگاه بسیج با دوربین تلفن همراه خود بود و لحظه برخورد گلوله و مرگ وی بر روی تلفن همراه او ضبط شده و در شبکه‌های اجتماعی پخش شده است. در هنگام به قتل رسیدن شیرین علیزاده، پسر ۷ ساله او نیز در همان خودرو و شاهد صحنه مرگ مادر خود بوده است.

## تحویل پیکر و خاکسپاری
اجازه انتقال پیکر شیرین علیزاده به اصفهان، تحویل آن به خانواده او و اجازه خاکسپاری و برگزاری مراسم تنها پس از تهدیدهای فراوان و کسب تعهد از آن‌ها برای ممانعت از اطلاع‌رسانی انجام شد. خاکسپاری با حضور مأموران حکومتی و لباس شخصی‌ها در بین جمعیت انجام شد. در جواز دفن صادر شده علت فوت «اصابت شی فلزی شتاب‌دار (گلوله)» عنوان شده است.

## مراسم چهلم
مراسم چهلم شیرین علیزاده خوانساری در روز ۱۳ آبان ۱۴۰۱ در آرامستان باغ رضوان اصفهان در حال برگزاری بود، اما مأموران لباس شخصی و انتظامی مسلح، به این مراسم حمله کرده و مانع شروع مراسم چهلم شدند. زمانی که جمعیت به سوی آرامستان روان بود، ورودی‌های آرامستان را بسته و عده ای از لباس شخصی‌ها در بین جمعیتِ حاضر در مزار شروع به شعار دادن کردند، تا به خود مجوزِ پراکنده کردن جمعیت را بدهند. این مأموران در حمله خود از باتوم، گاز اشک آور، شوکر، بمب صوتی و تفنگ ساچمه‌ای استفاده کردند و بعضی حاضران از جمله مادر شیرین علیزاده و عموی او و تعداد زیادی دوستان و مردم غریبه بر اثر برخورد گلوله ساچمه‌ای مورد جراحت قرار گرفتند.